# Tornfartyg

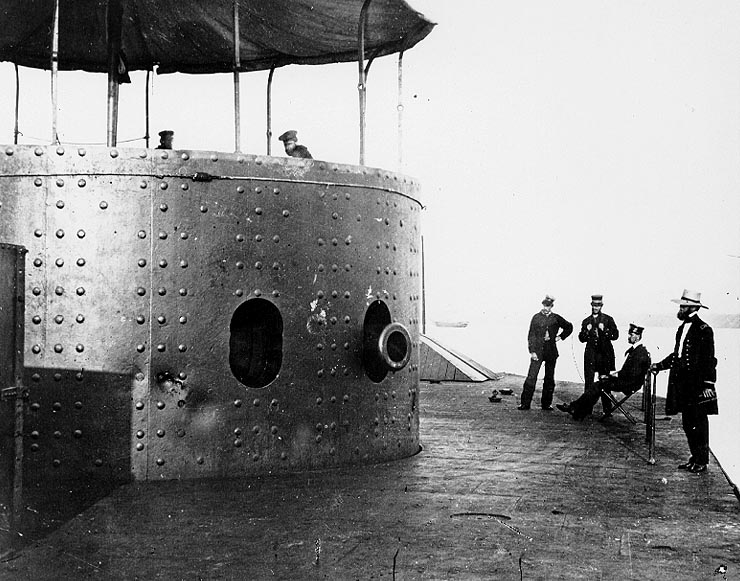
kanontornet på USS Monitor, ett av de första tornfartygen.

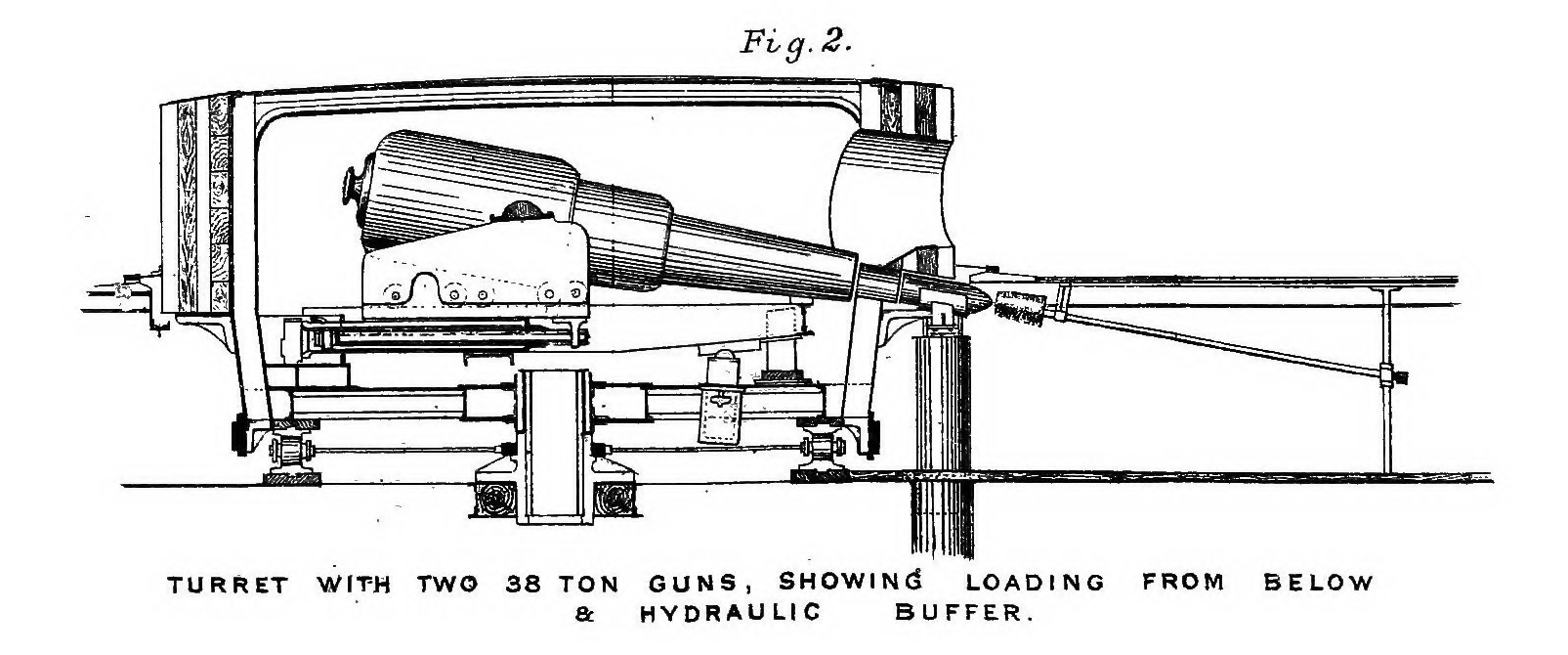
Kanontornet på fartyget HMS Thunderer från 1872, i genomskräning.

Tornfartyg, eller tornskepp, var under 1800-talet en typ av pansarklädda örlogsfartyg med roterande kanontorn.
Utvecklingen av roterande kanontorn förekom redan under sent 1700-tal. Funktionsdugliga tornfartyg skapades oberoende av varandra i både Storbritannien och USA vid mitten av 1800-talet, i och med utvecklingen av ångdrift.